# 小曽根秋男
小曽根 秋男（こそね あきお）は、日本の占星術師。東京都出身、北海道在住。

## プロフィール
日本国産の占星術支援ソフト「Stargazer」を開発提供し、多数の占星術書に天文暦の提供もしている。

## 著書
- Stargazer for Windows ではじめる パソコン占星学（技術評論社）
- 新版 Stargazerで体験する パソコン占星学（技術評論社）
- Ｓtargazer占星暦(年鑑タイプの占星暦2006年版から製作販売)(Almanac)